# Mesiphiastus lentus
Mesiphiastus lentus là một loài bọ cánh cứng trong họ Cerambycidae.